# Batrachorhina approximata
Batrachorhina approximata là một loài bọ cánh cứng trong họ Cerambycidae.